# Tang Shaoyi
Tang Shaoyi was een Chinees politicus en diplomaat. Hij werd in Zhongshan geboren op 2 januari 1862 en op 30 september 1938 in Shanghai vermoord door de Guomindang vanwege mogelijke collaboratie met de Japanners en het vormen van oppositie tegen Jiang Jieshi. Zijn jiaxiang ligt in Guangdong, Zhongshan (toentertijd nog Xiangshan), Tangjiawan. 
De heer Tang was de eerste minister-president van Republiek China, de eerste voorzitter van de Staatsraad van Republiek China en de eerste rector magnificus van de Shandonguniversiteit.
De heer Tang studeerde op de Hongkongse Queen's College en de New Yorkse Columbia University. Hij was bevriend met Yuan Shikai. Maar door de autoritaire regeerstijl van president Yuan brokkelde de vriendschap af.
- Gemeinsame Normdatei: 122209133
- International Standard Name Identifier: 0000 0000 6321 5747
- Library of Congress Control Number: nr91002966
- Nationale bibliotheek van Australië: 36688919
- SNAC: w6cz6ffc
- Trove: 1399140
- Virtual International Authority File: 20557622
- WorldCat: E39PBJcWqq4DG8bjWgv4T9VKVC